# Coupe de la Ligue 2005-2006
La Coupe de la Ligue 2005-2006 fu la 12ª edizione della manifestazione. Iniziò il 20 settembre 2005 e si concluse il 22 aprile 2006 con la finale allo Stade de France, vinta dal Nancy per due a uno contro il Nizza. La squadra campione in carica fu lo Strasburgo.

## Calendario

### Primo turno
| Squadra 1     | Risultato         | Squadra 2         |
| ------------- | ----------------- | ----------------- |
| Châteauroux   | 1 - 0 (dts)       | Brest             |
| Angers        | 2 - 3             | Laval             |
| Guingamp      | 3 - 1             | Sète              |
| Montpellier   | 1 - 1 (6 - 5 dcr) | Créteil-Lusitanos |
| Digione       | 2 - 1             | Bastia            |
| Gueugnon      | 0 - 0 (4 - 5 dcr) | Amiens            |
| Clermont Foot | 2 - 1             | Istres            |
| Stade Reims   | 0 - 1             | Le Havre          |
| Caen          | 5 - 0             | Valenciennes      |
| Niort         | 0 - 0 (4 - 5 dcr) | Sedan             |

### Sedicesimi di finale
| Squadra 1           | Risultato         | Squadra 2           |
| ------------------- | ----------------- | ------------------- |
| Lorient             | 2 - 2 (3 - 2 dcr) | Amiens              |
| Nantes              | 1 - 1 (4 - 3 dcr) | Olympique Lione     |
| Bordeaux            | 1 - 0             | Olympique Marsiglia |
| Le Mans             | 2 - 1             | Clermont Foot       |
| Nizza               | 2 - 0 (dts)       | Châteauroux         |
| Monaco              | 1 - 0             | Digione             |
| Laval               | 0 - 1             | Guingamp            |
| Le Havre            | 0 - 1             | Tolosa              |
| Montpellier         | 1 - 0             | Rennes              |
| Ajaccio             | 3 - 2 (dts)       | Grenoble            |
| Nancy               | 1 - 0             | Sochaux             |
| Lens                | 2 - 3             | Auxerre             |
| Sedan               | 1 - 0             | Metz                |
| Saint-Étienne       | 0 - 2             | Lilla               |
| Caen                | 1 - 0             | Strasburgo          |
| Paris Saint-Germain | 4 - 1             | Troyes              |

### Ottavi di finale
| Squadra 1   | Risultato         | Squadra 2           |
| ----------- | ----------------- | ------------------- |
| Tolosa      | 2 - 0             | Paris Saint-Germain |
| Montpellier | 0 - 1             | Ajaccio             |
| Nancy       | 1 - 0             | Lorient             |
| Monaco      | 1 - 0             | Lilla               |
| Auxerre     | 1 - 1 (1 - 4 dcr) | Le Mans             |
| Guingamp    | 2 - 0             | Caen                |
| Nizza       | 2 - 0             | Sedan               |
| Bordeaux    | 3 - 1             | Nantes              |

### Quarti di finale
| Squadra 1 | Risultato        | Squadra 2 |
| --------- | ---------------- | --------- |
| Guingamp  | 1 - 1 (2- 3 dcr) | Le Mans   |
| Nizza     | 2 - 1            | Bordeaux  |
| Tolosa    | 0 - 2            | Monaco    |
| Nancy     | 1 - 0            | Ajaccio   |

### Semifinali
| Squadra 1 | Risultato | Squadra 2 |
| --------- | --------- | --------- |
| Monaco    | 0 - 1     | Nizza     |
| Nancy     | 2 - 0     | Le Mans   |

### Finale
| Arbitro: | Layec |

|                   |           |             |
| Zerka 22’ Kim 65’ | Marcatori | 48’ Vahirua |

| Nancy | Nizza |

#### Formazioni
| Nancy (4-4-2)   |    |                      |     |
|                 |    |                      |     |
| POR             | 16 | Olivier Sorin        |     |
| TD              | 20 | Mickaël Chrétien     |     |
| DC              | 3  | Pape Diakhaté        |     |
| DC              | 4  | Cédric Lécluse       |     |
| TS              | 8  | Frédéric Biancalani  |     |
| CLD             | 11 | Monsef Zerka         |     |
| CC              | 28 | Sébastien Puygrenier | 68’ |
| CC              | 6  | Pascal Berenguer     |     |
| CLS             | 7  | Emmanuel Duchemin    | 82’ |
| ATT             | 24 | Benjamin Gavanon     |     |
| ATT             | 9  | Kim                  | 90’ |
| A disposizione: |    |                      |     |
| POR             | 1  | Gennaro Bracigliano  |     |
| DIF             | 5  | André Luiz           | 82’ |
| CEN             | 18 | Adrian Sarkisian     | 90’ |
| ATT             | 22 | Élie Kroupi          |     |
| CEN             | 23 | Jonathan Brison      | 63’ |
| Allenatore:     |    |                      |     |
| Pablo Correa    |    |                      |     |

| Nizza (4-3-3)      |    |                    |     |
|                    |    |                    |     |
| POR                | 1  | Hugo Lloris        |     |
| TD                 | 24 | Rod Fanni          | 78’ |
| DC                 | 2  | Cédric Varrault    |     |
| DC                 | 13 | Jacques Abardonado |     |
| TS                 | 17 | Sammy Traoré       |     |
| CC                 | 6  | Olivier Echouafni  | 84’ |
| CC                 | 14 | Florent Balmont    |     |
| CC                 | 26 | Cyril Rool         |     |
| ATT                | 12 | Bakari Koné        |     |
| ATT                | 18 | David Bellion      |     |
| ATT                | 19 | Marama Vahirua     | 70’ |
| A disposizione     |    |                    |     |
| POR                | 16 | Damien Grégorini   |     |
| ATT                | 8  | Sébastien Roudet   | 78’ |
| CEN                | 10 | Ederson            | 70’ |
| ATT                | 11 | Mamadou Bagayoko   | 84’ |
| DIF                | 21 | Antar Yahia        |     |
| Allenatore:        |    |                    |     |
| Frédéric Antonetti |    |                    |     |